# Мадона ле Фосе (Фрозиноне)
Мадона ле Фосе је насеље у Италији у округу Фрозиноне, региону Лацио.
Према процени из 2011. у насељу је живело 68 становника. Насеље се налази на надморској висини од 700 м.